# سید باقر
منظور از سید باقر می‌تواند یکی از این افراد باشد:
- سید باقر جلالی موسوی
- سید باقر حری
- سید باقر کاظمی
- سادات سید باقر مداح
- سید باقر موسوی جهان آباد